# ...Ready for It?
"...Ready for It?" là một bài hát của ca sĩ-nhạc sĩ người Mỹ Taylor Swift, trích từ album phòng thu thứ sáu của cô, Reputation (2017). Bài hát được viết bởi Swift, Max Martin, Shellback và Ali Payami; sản xuất bởi Martin, Shellback và Payami. Vào ngày 3 tháng 9 năm 2017, bài hát được phát hành dưới dạng đĩa đơn quảng bá đầu tiên cho Reputation bởi hãng đĩa Big Machine Records. Bài hát nhận được những đánh giá tích từ giới phê bình, cho rằng đây là một sự cải thiện so với đĩa đơn trước đó của Swift, "Look What You Made Me Do". Về mặt thương mại, "...Ready for It?" đã lọt vào top 10 tại Úc, Malaysia, Hungary, New Zealand, Scotland, Anh Quốc và Hoa Kỳ, cũng như top 20 tại Canada, Pháp và Ireland. Vào ngày 24 tháng 10 năm 2017, bài hát được gửi lên các đài phát thanh rhythmic đương đại dưới dạng đĩa đơn thứ hai từ album.

## Bối cảnh và phát hành
Swift lần đầu tiên đăng tải bản thử của bài hát vào ngày 2 tháng 9 năm 2017 qua chương trình truyền hình Saturday Night Football trực tiếp trận đấu bóng đá giữa hai đội Florida State và Alabama của đài ABC. Cùng ngày, cô thông báo đây là bài hát đầu tiên trong album Reputation và công bố bài hát được phát hành dưới dạng một đĩa đơn quảng bá. Bài hát được đăng tải dưới dạng kỹ thuật số là một phần của bản đặt trước album vào ngày 3 tháng 9 năm 2017. Bài hát sau đó được gửi lên các đài phát thanh rhythmic dưới dạng đĩa đơn thứ hai từ album vào ngày 24 tháng 10 năm 2017.

## Diễn biến thương mại
Tại Hoa Kỳ, "...Ready for It?" mở đầu tại vị trí số 4 trên Billboard Hot 100, trở thành bài hát top 10 thứ 22 của cô và cũng là bài hát mở đầu trong top 10 thứ 14 của cô. Bài hát cũng là quán quân thứ 13 của cô trên Digital Songs với 135,000 bản tiêu thụ tuần đầu, lọt vào bảng xếp hạng Streaming Songs với 19 triệu lượt stream trong tuần phát hành, và vị trí thứ 35 tại bảng xếp hạng Pop Songs với 13 triệu lượt nghe trên đài phát thanh. Tính đếnngày 5 tháng 10 năm 2017, bài hát đã bán được 251,000 bản tại Hoa Kỳ.

## Video âm nhạc
Vào ngày 23 tháng 10, Swift đăng tải một đoạn teaser cho video âm nhạc chính thức của bài hát dự kiến ra mắt ngày 26 tháng 10. Video được đạo diễn bởi Joseph Kahn và sẽ có những hình ảnh được lấy ý tưởng từ anime.

## Xếp hạng
| Bảng xếp hạng (2017)                            | Vị trí cao nhất |
| ----------------------------------------------- | --------------- |
| Úc (ARIA)                                       | 3               |
| Áo (Ö3 Austria Top 40)                          | 26              |
| Canada (Canadian Hot 100)                       | 7               |
| Canada AC (Billboard)                           | 50              |
| Canada CHR/Top 40 (Billboard)                   | 5               |
| Canada Hot AC (Billboard)                       | 16              |
| Croatia (HRT)                                   | 51              |
| Cộng hòa Séc (Singles Digitál Top 100)          | 26              |
| France (SNEP)                                   | 164             |
| Trường songid là BẮT BUỘC CHO BẢNG XẾP HẠNG ĐỨC | 47              |
| Greece Digital Songs (Billboard)                | 3               |
| Hungary (Single Top 40)                         | 4               |
| Hungary (Stream Top 40)                         | 22              |
| Ireland (IRMA)                                  | 12              |
| Israel (Media Forest TV Airplay)                | 1               |
| Italy (FIMI)                                    | 65              |
| Nhật Bản (Japan Hot 100)                        | 61              |
| Lebanon (Lebanese Top 20)                       | 20              |
| Malaysia (RIM)                                  | 6               |
| Hà Lan (Single Top 100)                         | 76              |
| New Zealand (Recorded Music NZ)                 | 9               |
| Na Uy (VG-lista)                                | 32              |
| Ba Lan (Polish Airplay Top 100)                 | 46              |
| Bồ Đào Nha (AFP)                                | 30              |
| Scotland (OCC)                                  | 3               |
| Slovakia (Singles Digitál Top 100)              | 25              |
| Spain (PROMUSICAE)                              | 70              |
| Sweden (Sverigetopplistan)                      | 32              |
| Thụy Sĩ (Schweizer Hitparade)                   | 41              |
| Anh Quốc (OCC)                                  | 7               |
| Hoa Kỳ Billboard Hot 100                        | 4               |
| Hoa Kỳ Adult Contemporary (Billboard)           | 30              |
| Hoa Kỳ Adult Pop Airplay (Billboard)            | 11              |
| Hoa Kỳ Dance Club Songs (Billboard)             | 49              |
| Hoa Kỳ Pop Airplay (Billboard)                  | 12              |
| Hoa Kỳ Rhythmic (Billboard)                     | 37              |

## Chứng nhận
| Quốc gia                                                                           | Chứng nhận | Số đơn vị/doanh số chứng nhận |
| ---------------------------------------------------------------------------------- | ---------- | ----------------------------- |
| Úc (ARIA)                                                                          | Bạch kim   | 70.000‡                       |
| Canada (Music Canada)                                                              | Bạch kim   | 0‡                            |
| * Chứng nhận dựa theo doanh số tiêu thụ. ^ Chứng nhận dựa theo doanh số nhập hàng. |            |                               |

## Lịch sử phát hành
| Khu vực        | Ngày                 | Định dạng             | Nhãn        |
| -------------- | -------------------- | --------------------- | ----------- |
| Nhiều quốc gia | 3 tháng 9 năm 2017   | tải nhạc số streaming | Big Machine |
| Hoa Kỳ         | 24 tháng 10 năm 2017 | Rhythmic đương đại    | [ 8 ]       |